# Сержио Барези
Се́ржио Баре́зи (порт.-браз. Sérgio Baresi), настоящее имя Сержио Фелипе Соарес (порт.-браз. Sérgio Felipe Soares) (2 января 1972, Сан-Паулу) — бразильский футболист и футбольный тренер.

## Биография
Сержио Фелипе Соарес начал выступать за юношеские команды «Сан-Паулу» в 1986 году. За 5 лет прошёл все возрастные группы в системе футбольных школ этого клуба, и везде был капитаном своих команд. В 1991 году дебютировал за основной состав одного из сильнейших клубов планеты. В чемпионате Бразилии до 1994 года провёл за «Сан-Паулу» лишь 8 игр, в основном из-за жесточайшей конкуренции.
Вместе с Рожерио Сени выиграл в 1993 году главный бразильский турнир для молодых игроков — Молодёжный кубок Сан-Паулу. В дальнейшем пути двух игроков разошлись: Сени остался в команде, став многолетним идолом торсиды, а Сержио Барези, прозванный так за внешнее сходство с итальянцем Франко Барези, покинул трёхцветных, и до 2003 года часто менял команды, большиснство из которых были довольно среднего уровня (за исключением кратких периодов игры в «Крузейро» и чилийском «Коло-Коло»). Выступал также в Южной Корее и Бельгии.
С 2003 года стал помощником главного тренера команды, в которой он завершил свою карьеру игрока, «Санту-Андре». Впоследствии тренировал молодёжные и юношеские команды «Санту-Андре» и «Сан-Каэтано», с 2008 года — состав из игроков не старше 20 лет родного «Сан-Паулу». В 2009 году «паулистас» отпустили Сержио Барези «в командировку» в клуб чемпионата штата Парана «Толедо Колония Ворк», где Сержио уже самостоятельно руководил профессиональным составом.
В 2010 году «аренда» завершилась и Сержио Барези триумфально вернулся в стан «трёхцветных», выиграв с ними Молодёжный кубок Сан-Паулу. С августа того же года, после вылета «Сан-Паулу» из Кубка Либертадорес на стадии 1/2 финала, возглавил основной состав команды, капитаном которого до сих пор является Рожерио Сени. В начале октября Сержио Барези был отправлен в отставку, на его место пришёл Пауло Сезар Карпежиани.

## Достижения

### Как игрок
- Молодёжный кубок Сан-Паулу (1): 1993

### Как тренер
- Молодёжный кубок Сан-Паулу (1): 2010